# ロット管理

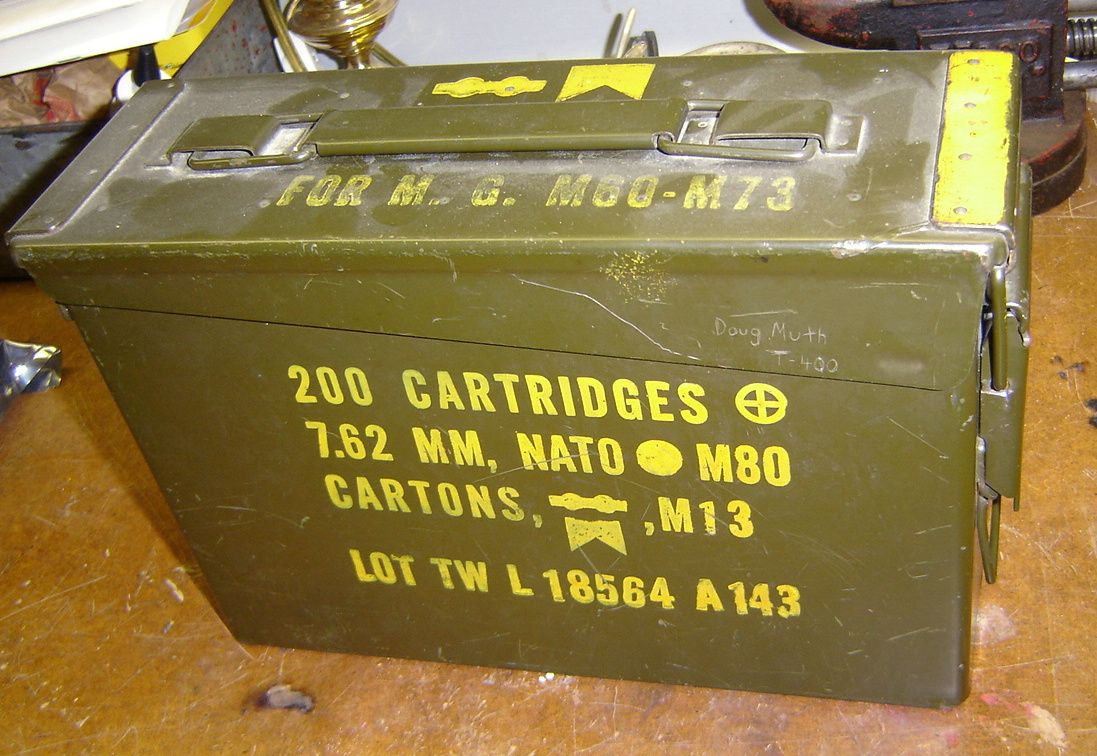
M13弾帯に装着した7.62x51mm NATO弾200発を収納する弾薬箱。最下段にロットが表記されている。

ロット管理（ロットかんり）とは、仕入・製造等の業務で発生する製品単位（ロット）ごとに製品を管理すること。
なおロット（英: lot）は物品を販売する際の「一山いくら」や「一山100円」などの商品を積み上げた一山（ひとやま）に由来する。

## 概要
ロット管理は商品や製品の仕入れから販売ないし出荷までを製品単位ごとに管理する方法で、特に商品流通で量が多かったりサイクルが短い場合に行われる簡便的な在庫管理の手法である。単位ごとに「ロット番号」を付与して管理するのが一般的で、発注も商品の梱包状態といった単位で行われる。また同一ロットには同じロット番号が製品に印刷されている場合もある（→製造番号）。
よく使われる単位には1ダース（12個）ないし1カートン（一つの段ボール箱やケースなどに収められた単位）など輸送の都合が良い状態で、商品によっては輸送パレット一つ分などとでも勘定される。
かつては流通の過程では商品単位でひとまとめにして輸送されることが多かった関係で台帳を使った在庫管理では大雑把なロット管理も広く用いられたが、情報化社会によりPOSシステムで商品管理を行うようになり、細かい単位（単品ごと）でも在庫の管理が可能となったため、コンビニエンスストアのように末端の小売店でも単品発注が可能な業態も見られる。

## ロット管理と不良品
医薬品などでは安全性の面からロット毎にメーカー側に商品サンプルが取り置かれており、品質の不具合などが報告された場合にサンプルを調査して、不良品がどのロットに発生したか・どの販路に向け出荷されたかを追跡できるような体制を整えている所も見られる。工業製品のリコールでも同様に、特定ロットに不具合が発見された場合には時期を同じくして製造されたロット毎に割り振られたロット番号を元に、消費者へ注意を呼びかけると共に、製品の回収が行われる。
一方の製造過程では、製品ごとに「どのロットで入ってきた部品（または材料）を利用したか」が管理されており、こちらも製品に不具合が発生した場合に、問題の部品と同ロットの部品を使った製品がどれかを特定することにも利用される。